# جلوي بن سعود بن عبد العزيز آل سعود
الأمير جلوي بن سعود بن عبد العزيز آل سعود  الابن التاسع والثلاثون من أبناء الملك سعود، عضو ذهبي في نادي النصر السعودي.

### أبناؤه
- الأمير خالد بن جلوي. متزوج من كريمة الشيخ عبد الله بن محمد آل عواد وله من الأبناء الاميره نوره، والاميره هاله، والامير عبد العزيز، والأمير سعود، والأميرة الجوهرة.
- الأمير سعود بن جلوي.[3] متزوج من ابنة الشيخ الدكتور عبد الله بن محمد بن إبراهيم آل الشيخ وله من الأبناء الأمير فهد.
- الأمير فيصل بن جلوي.
- الأمير سلطان بن جلوي. متزوج الأميرة الجوهرة بنت بدر بن عبد المحسن بن عبد العزيز آل سعود وله من البنات الأميرة ديم.
- الأميرة صيتة بنت جلوي (توفيت في 21 يناير 2022).[4] متزوجة من الأمير خالد بن مشعل بن عبد العزيز آل سعود ولها من البنات الأميرة شيخة.
- الأميرة عبير بنت جلوي. متزوجة من الأمير سعود بن فهد بن عبد الله بن محمد بن سعود الكبير ولها من البنات الأميرة صيتة، الأميرة نوف، والأميرة لولوة.
- الأميرة نوف بنت جلوي.
- الأميرة ريم بنت جلوي.